# 카보베르데 올림픽 위원회
카보베르데 올림픽 위원회(포르투갈어: Comité Olímpico Caboverdeano)는 카보베르데를 대표하는 국가 올림픽 위원회이다. IOC 코드는 CPV이다. 본부는 프라이아에 있으며 아프리카 국가 올림픽 위원회 연합에 소속되어 있다.
1989년에 설립되었으며 1993년에 국제 올림픽 위원회의 승인을 받았다. 올림픽, 올아프리카 게임, 루소포니아 경기 대회를 비롯한 국제 스포츠 대회에 참가하는 카보베르데의 선수들을 대표한다.